# اچ‌ام‌اس روبوک (۱۹۱)
اچ‌ام‌اس روبوک (۱۹۱) (به انگلیسی: HMS Roebuck (1901)) یک کشتی بود. این کشتی در سال ۱۹۰۱ ساخته شد.